# Azcona (Navarra)
Azcona (Aizkoa en euskera y cooficialmente) es una localidad española del municipio del Valle de Yerri (Navarra). Contaba con 84 habitantes en 2017. Se sitúa a 1,4 km de Arizala, la capital del municipio. 

## Topónimo
Procede de la lengua vasca. Aunque algunos lo hacen derivar de azko(i)n «tejón», es más probable la hipótesis de J. Orpustan, quien sostiene que azkon sea un derivado de aitzkun "lugar de peñas". La versión del nombre en vasco debió ser A(i)zkoa (según indican topónimos de la zona como Aizcoavidea y Azcoabidea «camino a Azcona»), que deriva de haitz «peña». 
Variantes del topónimo en documentación antigua: Aizcona, Aysquona, Ayzcona (1213, 1285, 1257, 1268, 1280, 1350, 1366 (NEN); Azcona (1280, 1591, NEN).

## Arte

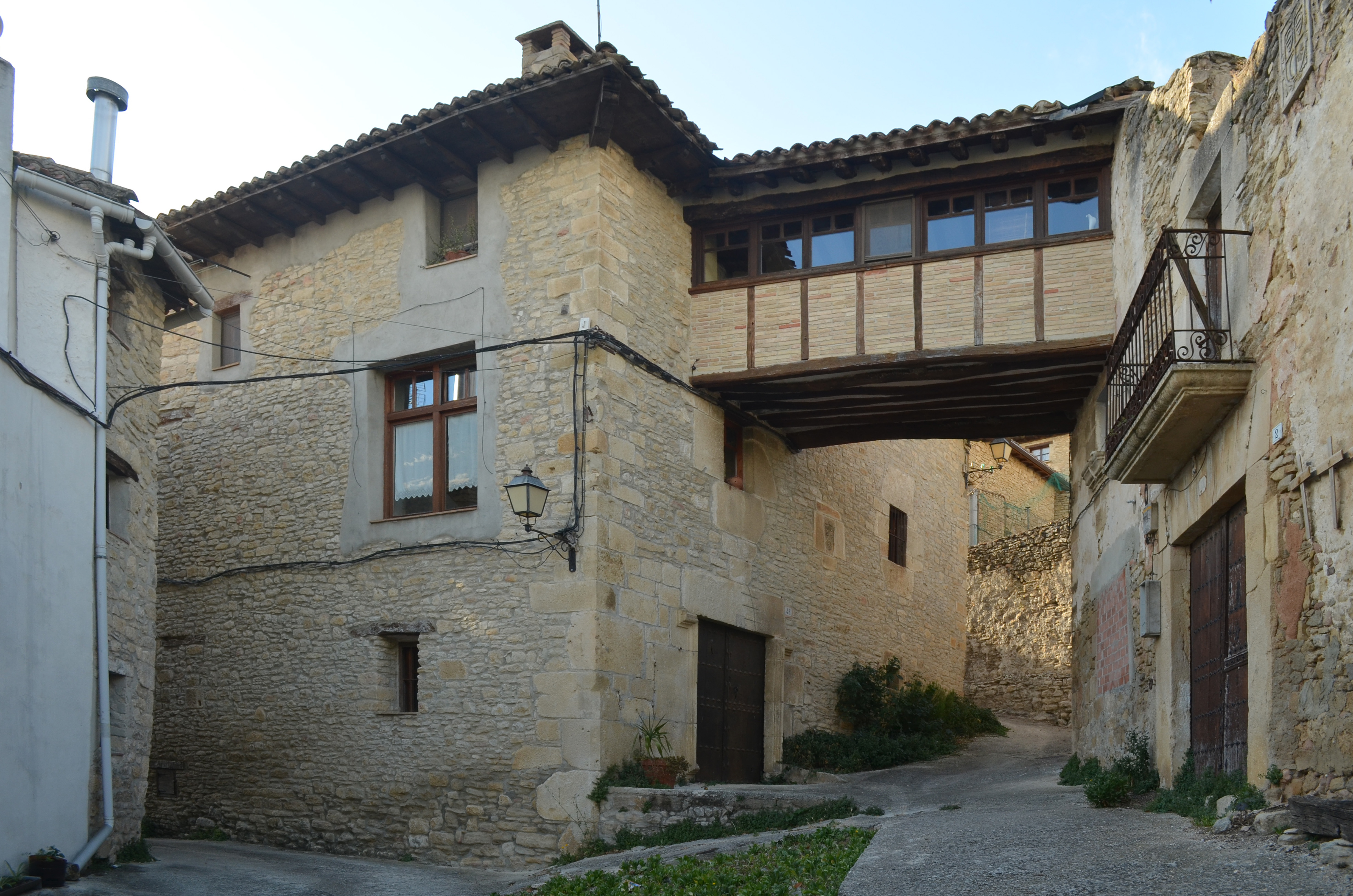
Casa con galería en las calles de Azcona.

La localidad cuenta con edificaciones destacadas, como el Palacio de Azcona, de origen medieval y reconstruido en el siglo XVII, la parroquia de San Martín (siglo XIII), la basílica de Nuestra Señora de Mendigaña (siglo XVIII) y diversas construcciones de los siglos XVI y XVII.

## Población
| 2000 | 2001 | 2002 | 2003 | 2004 | 2005 | 2006 | 2007 |
| ---- | ---- | ---- | ---- | ---- | ---- | ---- | ---- |
| 103  | 95   | 105  | 102  | 97   | 98   | 96   | 84   |

## Historia
En 1802 se describía como situado en un alto, con un monte muy elevado poblado de robles y encinas, siendo su cosecha estimada en 5000 robos de cereal y 2000 cántaros de vino, con una población de 191 personas.

## Personalidades
- Tarsicio de Azcona, fraile capuchino e historiador.
- Eustaquio Echauri Martínez, periodista y filólogo.[4]